# 시와흐 백반
시와흐 백반(Siwah Facula)은 목성의 위성인 가니메데에 존재하는 흰 반점 모양의 지형이다. 길이는 220km이다.